# Отруб (Владимирская область)
Отруб — деревня в Ковровском районе Владимирской области России, входит в состав Ивановского сельского поселения.

## География
Деревня расположена в 13 км на юг от центра поселения села Иваново и в 37 км на юг от Коврова, близ ж/д станции и посёлка Восход на линии Ковров — Муром.

## История
В конце XIX — начале XX века деревня входила в состав Воскресенской волости Судогодского уезда, с 1926 года — в составе Вязниковского уезда. В 1859 году в деревне числилось 14 дворов, в 1926 году — 29 дворов.
С 1929 года деревня входила в состав Аксенихского сельсовета Вязниковского района, с 1935 года — в составе Никологорского района, с 1959 года — в составе Филипповского сельсовета, с 1962 года — в составе Степанцевского сельсовета, с 1963 года — в составе Ковровского района, с 1965 года — в составе Ивановского сельсовета, с 2005 года — в составе Ивановского сельского поселения. 

## Население
| 1859 | 1926 | 2002 | 2010 | 2021 |
| ---- | ---- | ---- | ---- | ---- |
| 130  | ↗164 | ↘23  | ↘18  | ↗26  |